# Chironomus dimidiatus
Chironomus dimidiatus är en tvåvingeart som först beskrevs av Johann Wilhelm Meigen 1838.  Chironomus dimidiatus ingår i släktet Chironomus och familjen fjädermyggor. Inga underarter finns listade i Catalogue of Life.